# Война миров Зиммерман
«Война Миров Зиммерман», также возможен перевод Циммерман (англ. World War Zimmerman) — третья серия семнадцатого сезона «Южного Парка». Эпизод вышел 9 октября 2013 года на канале Comedy Central в США. Эпизод пародирует фильм Война миров Z и события дела о Джордже Циммермане.

## Сюжет
Эрик Картман начинает постоянно любезничать с Токеном Блэком, чем привлекает всеобщее внимание, а также на уроках ему снятся кошмары. В разговоре со школьным психологом Мистером Маки Картман рассказывает, что ему кажется, что Токен — «ходячая часовая бомба». Дело в том, Картману снится, что он — Джерри Лэйн, главный герой фильма Война миров Z, но вместо зомби из фильма в его сне восстание устраивают афроамериканцы, включая Токена, которые протестуют против приговора суда по делу Джорджа Циммермана. По совету мистера Маки, Картман выражает свои чувства в стихотворении и зачитывает его Токену, а затем читает его в стиле рэп на сцене на школьном собрании. При этом он отрицает любую связь стихотворения с делом Циммермана. Токен приходит в ярость, когда понимает, что Картман открыто унижает его своим стихотворением. В ответ на это Картман думает, что события его сна начинают воплощаться в жизнь, забегает домой за «набором для выживания» и требует, чтобы проезжающая рядом на машине женщина отвезла его в аэропорт, если она «хочет жить». По прибытии в аэропорт, Картман пробирается на самолёт и сообщает о приближающейся эпидемии. Самолёт сразу же отправляется на взлёт. Уже в воздухе Картман объявляет встревоженным пассажирам, что остановить конец света можно только в том случае, если им удастся найти место, куда инфекция не может проникнуть.
Власти аэропорта находят «Руководство по выживанию», грубо нарисованное Картманом. На нём афроамериканцы изображены как зомби, а Токен — как «пациент Зеро» (первый заражённый). В это время Картман заходит в туалет самолёта и обнаруживает там чернокожего мужчину. Картман запирает его внутри, но тот пытается выбраться, громко крича и стуча в дверь. Звуки слышат другие пассажиры, и, поверив Картману, думают, что в туалете находится зомби. В самолёте начинается паника, и в результате он совершает аварийную посадку в Скалистых Горах. Картману и его спутнице удаётся пережить катастрофу, и они отправляются в магазин Джимбо, чтобы купить оружие для убийства Токена. Однако Джимбо объясняет Картману, что по закону он имеет право на убийство только в том случае, если кто-либо угрожает ему в его собственном доме. Узнав о том, что в штате Колорадо не действует закон о защите территории (согласно которому каждый гражданин имеет право на убийство в целях самозащиты вне зависимости от места), Картман решает поехать во Флориду и убить «другого пациента Зеро», самого Джорджа Циммермана, ради прекращения восстания. После очередного угона самолёта Картман снова приводит его к крушению во Флориде. Катастрофа происходит глубокой ночью. Чудесным образом выжившие Картман и его спутница решают одеться в чёрное, чтобы их не заметили в темноте. Сопровождающая Картмана хочет поблагодарить его за храбрость, но как только она начинает говорить, её сбивает машина. Тогда Картман гримируется под негра и в одиночку отправляется к дому Джорджа Циммермана. Циммерман подозревает, что Картман хочет напасть на стоящих на пороге его дома военного и агента ФБР, и подстреливает Картмана. Однако агент обнаруживает, что Картман на самом деле белый, и тогда Циммермана судят, признают виновным и казнят на электрическом стуле за покушение на убийство.
Картман остаётся жив и возвращается в Южный Парк, где извиняется перед Токеном за то, что все считали его (Токена) пациентом Зеро. Затем Картман обманным путём вынуждает Токена подойти к нему на близкое расстояние, необходимое для вступления в силу закона о защите территории, и стреляет в него. В школе Картману снова снится кошмар, на этот раз об «ужасной» концовке фильма Война миров Z. Посреди кошмара Картман просыпается, и его вместе с перевязанным Токеном вызывают к мистеру Маки, который требует, чтобы Картман и Токен извинились друг перед другом и прекратили свой «конфликт». По мнению мистера Маки, Картман не совершал ничего противозаконного, стреляя в Токена. В ответ Токен начинает яростно критиковать закон и возмущаться, почему он не действует на белых людей. Картман паникует и в ужасе убегает, после чего эпизод заканчивается сценой падения ещё одного самолёта.